# Neoscleropogon macquarti
Neoscleropogon macquarti är en tvåvingeart som beskrevs av Daniels 1989. Neoscleropogon macquarti ingår i släktet Neoscleropogon och familjen rovflugor. Inga underarter finns listade i Catalogue of Life.